# Kingman Reef
Kingman Reef (Kingman Reef Territory) er et område inden for USA's ydre småøer og har tilhørt USA siden 18. august 1856. Revet ligger cirka halvvejs mellem Hawaii og Amerikansk Samoa.

## Geografi
Kingman Reef er et koralrev blandt Linje-øerne i det centrale Stillehav og har et areal på 1,1 km² (cirka som Romsø eller Peberholm). Til tider kan kystlinjen være tre kilometer lang, men revets højeste punkt er kun 1 meter over havet, så revet oversvømmes ofte, hvad der gør Kingman Reef til en fare for søfarten. Revet er ubeboet og forvaltes direkte fra Washington af den amerikanske flåde og er lukket for almenheden.

## Historie
Området blev opdaget 14. juni 1798 af kaptajn Edmund Fanning fra USA, som døbte det Dangerous Reef men fik sit nuværende navn  29. november 1853, da kaptajn W.E. Kingman genopdagede det.
Revet omgiver en dyb lagune som anvendtes som halvvejsstation mellem Hawaii og Amerikansk Samoa af Pan American Airways' flyvebåde mellem 1937 og 1938.

## Eksterne links
- om Kingmanrevet Arkiveret 24. juli 2008 hos  Wayback Machine

6°24′N 162°24′V / 6.400°N 162.400°V